# Campeonato Mundial de Judo de 2009
El XXX Campeonato Mundial de Judo se celebró en Róterdam (Países Bajos) entre el 26 y el 30 de agosto de 2009 bajo la organización de la Federación Internacional de Judo (IJF) y la Federación  Neerlandesa de Judo. 
Las competiciones se realizaron en el Palacio de Deportes Ahoy de la ciudad holandesa. 

## Medallistas

### Masculino
| Evento          | Oro                                 | Plata                            | Bronce                                                         |
| --------------- | ----------------------------------- | -------------------------------- | -------------------------------------------------------------- |
| –60 kg (26.08)  | Heorhi Zantaraya · Ucrania          | Hiroaki Hiraoka Japón            | Hovhannes Davtian · Armenia · Elio Verde · Italia              |
| –66 kg (26.08)  | Jashbaataryn Tsagaanbaatar Mongolia | Sugoi Uriarte Marcos · España    | Miklós Ungvári · Hungría · An Jeong-Hwan · Corea del Sur       |
| –73 kg (27.08)  | Wang Ki-Chun Corea del Sur          | Kim Chol-Su Corea del Norte      | Mansur Isayev · Rusia · Dirk Van Tichelt · Bélgica             |
| –81 kg (27.08)  | Ivan Nifontov · Rusia               | Siarhei Shundzikau · Bielorrusia | Kim Jae-Bum · Corea del Sur · Ole Bischof · Alemania           |
| –90 kg (29.08)  | Lee Kyu-Won Corea del Sur           | Kirill Denisov · Rusia           | Dilshod Choriyev · Uzbekistán · Hesham Mesbah · Egipto         |
| –100 kg (29.08) | Maxim Rakov · Kazajistán            | Henk Grol · Países Bajos         | Ramadan Darwish · Egipto · Takamasa Anai · Japón               |
| +100 kg (29.08) | Teddy Riner Francia                 | Óscar Brayson Vidal · Cuba       | Marius Paškevičius · Lituania · Abdullo Tangriyev · Uzbekistán |

### Femenino
| Evento         | Oro                             | Plata                                 | Bronce                                                      |
| -------------- | ------------------------------- | ------------------------------------- | ----------------------------------------------------------- |
| –48 kg (26.08) | Tomoko Fukumi Japón             | Oiana Blanco Echevarría · España      | Chung Jung-Yeon Corea del Sur Frédérique Jossinet Francia   |
| –52 kg (27.08) | Misato Nakamura Japón           | Yanet Bermoy Acosta · Cuba            | Romy Tarangul · Alemania · Ana Carrascosa Zaragoza · España |
| –57 kg (27.08) | Morgane Ribout Francia          | Telma Monteiro Portugal               | Kifayət Qasımova · Azerbaiyán · Hedvig Karakas · Hungría    |
| –63 kg (28.08) | Yoshie Ueno Japón               | Elisabeth Willeboordse · Países Bajos | Claudia Malzahn · Alemania · Alice Schlesinger · Israel     |
| –70 kg (28.08) | Yuri Alvear Orejuela · Colombia | Anett Mészáros · Hungría              | Huda Miled Túnez Mina Watanabe Japón                        |
| –78 kg (29.08) | Marhinde Verkerk · Países Bajos | Maryna Pryshchepa · Ucrania           | Heide Wollert · Alemania · Sun Yi · China                   |
| +78 kg (29.08) | Tong Wen China                  | Karina Bryant Reino Unido             | Idalys Ortiz Bocourt · Cuba · Maki Tsukada · Japón          |

## Medallero
| Núm. | País            | Oro | Plata | Bronce | Total |
| ---- | --------------- | --- | ----- | ------ | ----- |
| 1    | Japón           | 3   | 1     | 3      | 7     |
| 2    | Corea del Sur   | 2   | 0     | 3      | 5     |
| 3    | Francia         | 2   | 0     | 1      | 3     |
| 4    | Países Bajos    | 1   | 2     | 0      | 3     |
| 5    | Rusia           | 1   | 1     | 1      | 3     |
| 6    | Ucrania         | 1   | 1     | 0      | 2     |
| 7    | China           | 1   | 0     | 1      | 2     |
| 7    | Kazajistán      | 1   | 0     | 1      | 2     |
| 9    | Colombia        | 1   | 0     | 0      | 1     |
| 9    | Mongolia        | 1   | 0     | 0      | 1     |
| 11   | Cuba            | 0   | 2     | 1      | 3     |
| 11   | España          | 0   | 2     | 1      | 3     |
| 13   | Hungría         | 0   | 1     | 2      | 3     |
| 14   | Bielorrusia     | 0   | 1     | 0      | 1     |
| 14   | Corea del Norte | 0   | 1     | 0      | 1     |
| 14   | Portugal        | 0   | 1     | 0      | 1     |
| 14   | Reino Unido     | 0   | 1     | 0      | 1     |
| 18   | Alemania        | 0   | 0     | 4      | 4     |
| 19   | Egipto          | 0   | 0     | 2      | 2     |
| 20   | Armenia         | 0   | 0     | 1      | 1     |
| 20   | Azerbaiyán      | 0   | 0     | 1      | 1     |
| 20   | Bélgica         | 0   | 0     | 1      | 1     |
| 20   | Israel          | 0   | 0     | 1      | 1     |
| 20   | Italia          | 0   | 0     | 1      | 1     |
| 20   | Lituania        | 0   | 0     | 1      | 1     |
| 20   | Túnez           | 0   | 0     | 1      | 1     |
| 20   | Uzbekistán      | 0   | 0     | 1      | 1     |
|      | TOTAL           | 14  | 14    | 28     | 56    |